# جون ديلون (لاعب كرة قدم)
جون ديلون (بالإنجليزية: John Dillon)‏ هو لاعب كرة قدم بريطاني في مركز نصف الجناح، ولد في 9 نوفمبر 1942 في کوتبريج ‏ في المملكة المتحدة، وتوفي في أغسطس 2019. لعب مع برايتون أند هوف ألبيون.